# Garrison (Dakota del Norte)
Garrison es una ciudad ubicada en el condado de McLean en el estado estadounidense de Dakota del Norte. En el censo de 2010 tenía una población de 1453 habitantes y una densidad poblacional de 405,35 personas por km².

## Geografía
Garrison se encuentra ubicada en las coordenadas 47°39′11″N 101°25′19″O / 47.65306, -101.42194. Según la Oficina del Censo de los Estados Unidos, Garrison tiene una superficie total de 3.58 km², de la cual 3.58 km² corresponden a tierra firme y (0%) 0 km² es agua.

## Demografía
Según el censo de 2010, había 1453 personas residiendo en Garrison. La densidad de población era de 405,35 hab./km². De los 1453 habitantes, Garrison estaba compuesto por el 93.26% blancos, el 0.07% eran afroamericanos, el 4.54% eran amerindios, el 0.07% eran asiáticos, el 0% eran isleños del Pacífico, el 0.07% eran de otras razas y el 2% pertenecían a dos o más razas. Del total de la población el 2.06% eran hispanos o latinos de cualquier raza.